# 欧拉斯
欧拉斯（法語：Aulas，法語發音：[olas]）是法国加尔省的一个市镇，属于勒维冈区。

## 地理
欧拉斯（44°0'1"N, 3°35'11"E）面积2.91 平方千米，位于法国奧克西塔尼大區加尔省，该省份为法国南部沿海省份，南端濒地中海，北起顺时针与阿尔代什省、沃克吕兹省、罗讷河口省、埃罗省、阿韦龙省和洛泽尔省接壤。
与欧拉斯接壤的市镇（或旧市镇、城区）包括：阿尔菲、阿韦兹、芒达古、勒维冈、布雷欧-马尔斯。

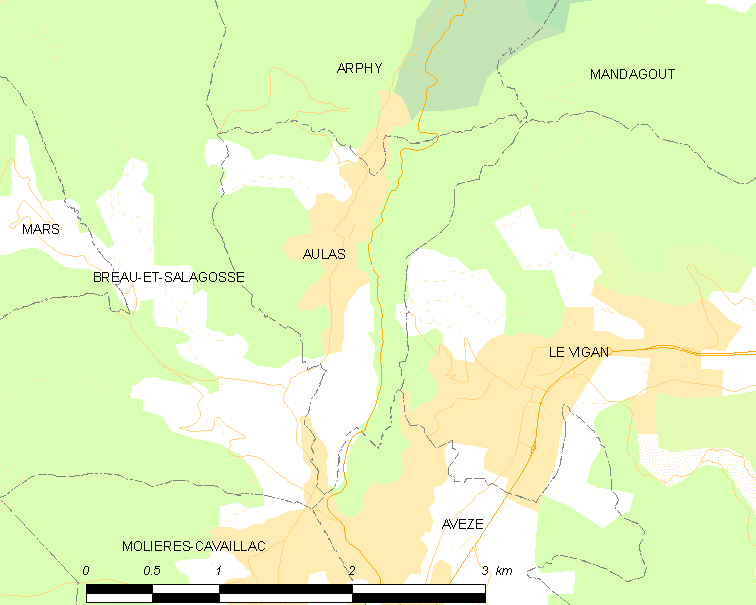
欧拉斯的OSM定位图

欧拉斯的时区为UTC+01:00、UTC+02:00（夏令时）。

## 行政
欧拉斯的邮政编码为30120，INSEE市镇编码为30024。

## 政治
欧拉斯所属的省级选区为勒维冈县。

## 人口

1962-2008年间欧拉斯人口变化图示

欧拉斯于2022年1月1日时的人口数量为445人。